# 유병 (고양후)
유병(劉並, ? ~ ?)은 전한 말기의 제후로, 회양헌왕의 손자이자 악평후 유흔의 아들이다.

## 생애
원시 원년(1년), 고양후(高陽侯)에 봉해졌다.
고양후 병 8년(8년), 전한이 멸망하여 작위가 박탈되었다.

## 출전
- 반고, 《한서》 권15하 왕자후표 下

## 가계
- 회양헌왕 유흠
  - 악평후 유흔
    - 외황후 유어
    - 고양후 유병
    - 평륙후 유총

| 선대 (첫 봉건) | 전한의 고양후 1년 2월 병진일 ~ 8년 | 후대 (전한 멸망) |